# Троцветни јавор
Троцветни јавор (Acer triflorum) први је описао руски ботаничар Комаров (Влади́мир Лео́нтьевич Комаро́в, 1869-1945) откривши га на свом великом путовању по Далеком истоку (Манџурији и Кореји) 1895-1897. Епитет врсте triflorum изабрао је због цвасти у којима је по три цвета описујући цваст „Inflorescentiae cumuli velutino-pilosi rufiduli, racemi pauciflori, terni“ у публикацији Труды Императорскаго С. Петербургскаго ботаническаго сада 18: 430. 1901. године. Кинески назив 三花枫 (сан хуа фенг) такође значи троцветни јавор. У Србији је непознат. 

## Опис врсте
Листопадно подстојно дрво високо до 25 m, у култури обично ниже, са округлом круном ширине 15 m, и густим гранањем; андродиецијска, понекад андромоноецијска врста. Кора пепељастосмеђа, вертикално испуцала, љушти се у мањим љуспама остављајући наранџастобраон унутрашњу кору. Гранчице витке у почетку маљаве, убрзо голе; зимски пупољци мали, љуспе трепавичасто длакаве.
Лист сложен из три издужено објајасте лиске средње величине (4-9 × 2-3,5 cm) целих или са неколико грубих зуба и 11-13 пари бочних нерава, средња лиска клинастог врха; љубичастозелена петељка дуга 2,5-6 cm делимично длакава или гола; лиске мембранознопапирасте или кожасте, абаксијално голе, са густодлакавим средишњим нервом; три дршчице лиски танке дуге око  5-10 mm слабо длакаве. У јесен листови мењају боју у нијансе нараџасте до црвене.
Цвасти гроње са три зеленкастожута, неупадљива, петочлана цвета, 5 чашишних, 5 круничних листића, 10 прашника и длакавим плодником. Цветање у априлу.
Шизокарпијум од две крилате орашице, зеленожут. Део уз семе елипсоиднолоптаст, 1,4-1,6 × 1-1,2 cm, густо длакав; дужина са крилима 3,5-4,5 × 1,3-2 cm, леђне линије крила под углом од 90°. Плод сличан плоду јавора папирасте коре. Плодоноси у септембру.

## Ареал
Јавља се у мешовитим шумама од 400 до 1700 m.н.в. у Кини у покрајинама Хејлунгђанг, Ђилин, Љаонинг, као и у Кореји.

## Биоеколошке карактеристике
Добро се развија на средњехранљивим, добро дренираним киселим земљиштима, на потпуно осунчаним позицијама или у делимичној сенци. Толерише и остале типове земљишта али не и забарена и збијена. Хабитус варира у зависности од експозиције: на сунцу круна је компактна и округласта, у сенци круна расте у вис и ређа је. Када се добро укорени подноси сушу до извесног степена. Има средње захтеве према заливању. Спорог је до средње брзог раста у 10. години достиже 5 m. Током неуобичајено јаких зима могу да измрзну млађи леторасти.

## Примена
Изванредно дрво за хортикултуру и пејзажну архитектуру. Главне украсне особине троцветног јавора су атрактивна јесења боја листа и кора која се љушти. По кори је сличан са јавором папирасте коре, али љуштење почиње раније, а разлика у боји спољне и унутрашње коре је већа што га чини упадљивијим, нарочито зими. Боје листова су у нијансама наранџасте, жуте, црвене, љубичасте, а скоро исти интензитет боја се испољава и у сенци што је ређе код врста са атрактивном бојом јесењег листа. Као врста која привлачи пажњу целе године погодна је за дрвореде, а и због корена који није агресиван па не издиже асфалтне засторе; подесан је и за мале вртове као визуелни фокус. У Европи и САД је у култури од 1923.

## Размножавање
Иако је носилац награда хортикултурних удружења у Британији и САД редак је у асортиману расадника због тешкоћа у размножавању: клијавост семена је ниска, а пре сетве семе које има двоструку дормантност захтева топло-хладну стратификацију; резнице се слабо ожиљују, а инкомпатибилност својствена јаворима дозвољава калемљење на подлоге најсроднијих тролистих врста из серије Grisea (A. griseum (Franch.) Pax, A. maximowiczianum Miq., A. triflorum Komarov) које су такође ретке у Европи и Америци. 

## Унутарврсни таксони
The Plant List наводи неколико природних унутарврсних таксона A. triflorum var. leiopodum Hand.-Mazz., A. triflorum subsp. leiopodum (Hand.-Mazz.) A.E.Murray, A. triflorum f. subcoriaceum (Kom.) S.L.Tung, A. triflorum var. subcoriaceum Kom. и A. triflorum var. triflorum.
Од културних таксона изузетно ретка су два америчка култивара 'Croy' (познат и по робној марки Artist Etching™) који у десетој години има димензије 2,5-3 × 2-2,5 m; кора светлоокер, много светлија од типичне форме, скоро као Betula nigra; љуштење коре протеже се и на танке гранчице. Регистрован је 2017. Други је 'Jack-O-Lantern' (робна марка Orange Aglot™) који у првих 15 година има годишњи прираст од 30 cm, листове 13 × 10 cm, у јесен боје тикве са примешаном црвеном. Регистрован је 2011.